# Ruchomy zamek Hauru (film)
Ruchomy zamek Hauru (jap. ハウルの動く城 Hauru no ugoku shiro) – pełnometrażowy film anime z 2004 roku w reżyserii Hayao Miyazakiego, nominowany w 2006 roku do Oscara w kategorii najlepszy film animowany. Adaptacja książki o tym samym tytule autorstwa Diany Wynne Jones.
Pochodzący z japońskiego studia Ghibli Ruchomy zamek Hauru jest czwartym, po Moim sąsiedzie Totoro, Księżniczce Mononoke i oscarowym Spirited Away: W krainie bogów, filmem Hayao Miyazakiego, który trafił do otwartej dystrybucji w polskich kinach. Film zdobył sporą popularność na świecie, doceniony został również przez krytyków, czego efektem była m.in. nominacja do Oscara w 2006 roku.

## Opis fabuły
Osiemnastoletnia Sophie pracuje w sklepie kapeluszniczym, należącym do jej zmarłego ojca. Pewnego dnia, podczas rzadkiej wyprawy 'na miasto' Sophie nieoczekiwanie napotyka przystojnego czarnoksiężnika Hauru. Dwaj żołnierze zaczepiają Sophie, chcąc zaprosić ją na randkę, wbrew jej woli. Hauru pojawia się jednak w odpowiedniej chwili i ratuje Sophie od towarzystwa wojaków.
Wieczorem tego samego dnia w sklepie kapeluszniczym, w którym pracuje Sophie, zjawia się zła Wiedźma z Pustkowia i zamienia bohaterkę w 90-letnią staruszkę. Sophie postanawia, iż nie pozostanie już w rodzinnym mieście. Uważa bowiem, iż nikt nie zrozumie jej gwałtownego postarzenia się, ani tego, że stało się to w wyniku czaru. Wyrusza zatem na Pustkowie, gdzie dzięki pomocy napotkanego na bezdrożu Stracha na Wróble, napotyka Ruchomy Zamek Hauru. Zatrudnia się tam jako sprzątaczka. Szybko zaprzyjaźnia się z mieszkańcami zamku – ośmioletnim Markiem oraz wprawiającym zamek w ruch, demonem ognia Calciferem.

## Obsada

### Wersja japońska
- Chieko Baisho – Sophie
- Takuya Kimura – Hauru
- Akihiro Miwa – Wiedźma z Pustkowia
- Tatsuya Gashuin – Calcifer
- Ryūnosuke Kamiki – Mark
- Haruko Katō – Saliman
- Mitsunori Isaki – służący
- Yō Ōizumi – książę
- Akio Ōtsuka – król Ingary
- Daijirō Harada – Heen

### Wersja polska
- Joanna Jędryka – Sophie
  - Beata Wyrąbkiewicz – młoda Sophie
- Bartosz Adamczyk – Hauru
- Jarosław Boberek – Kalcyfer
- Krystyna Tkacz – Wiedźma z Pustkowia
- Agata Kulesza – Madame Sulliman
- Agnieszka Kunikowska – Matka Sophie
- Joanna Węgrzynowska – Lettie
- Kajetan Lewandowski – Mark
- Jacek Kopczyński – Książę

## Porównanie z powieścią
Film dość znacząco odbiega od literackiego pierwowzoru autorstwa Diany Wynne Jones. Reżyser kładzie duży nacisk na pacyfistyczne poglądy tytułowego bohatera, wątek zupełnie nieobecny w książce. Również wygląd wielu postaci jest odmienny: Wiedźma z Pustkowia, w książce młoda i piękna, u Miyazakiego jest tęgą kobietą, pod koniec filmu przemienioną w staruszkę "adoptowaną" przez Sophie. Filmowy Mark został znacząco odmłodzony, demon Calcifer, w oryginale straszny, w filmie pełni rolę komediową. Charaktery Hauru i Sophie pozostały bez większych zmian, jednakże motywy, którymi bohaterowie kierują się w podejmowaniu istotnych decyzji, są zupełnie inne od tych przedstawionych w książce.

## Inspiracje
Ważną inspiracją przy tworzeniu filmu była charakterystyczna architektura miejscowości Colmar i Riquewihr w Alzacji.

## Odbiór

### Box office
Budżet filmu jest szacowany na równowartość 24 milionów dolarów. W Stanach Zjednoczonych i Kanadzie film zarobił ponad 5 i pół mln USD. W innych krajach przychody wyniosły ponad 230 mln – w sumie ponad 236 mln dolarów.

### Krytyka w mediach
Film spotkał się z pozytywną reakcją krytyków. W serwisie Rotten Tomatoes 87% z 181 recenzji jest pozytywne, a średnia ocen wyniosła 7,47/10. Na portalu Metacritic średnia ocen z 40 recenzji wyniosła 80 punktów na 100.

### Ważniejsze nagrody i nominacje
Nagrody
- 2004: Międzynarodowy Festiwal Filmowy w Wenecji – nagroda Golden Osella

Nominacje
- 2004: Międzynarodowy Festiwal Filmowy w Wenecji – Złoty Lew
- 2006: Oscar – Hayao Miyazaki, najlepszy film animowany
- 2006: Saturn – najlepszy film animowany
- 2006: Annie – Hayao Miyazaki, najlepszy scenariusz
- 2006: Annie – Hayao Miyazaki, najlepsza reżyseria
- 2006: Annie – Hayao Miyazaki, najlepszy film animowany